# Mbouda

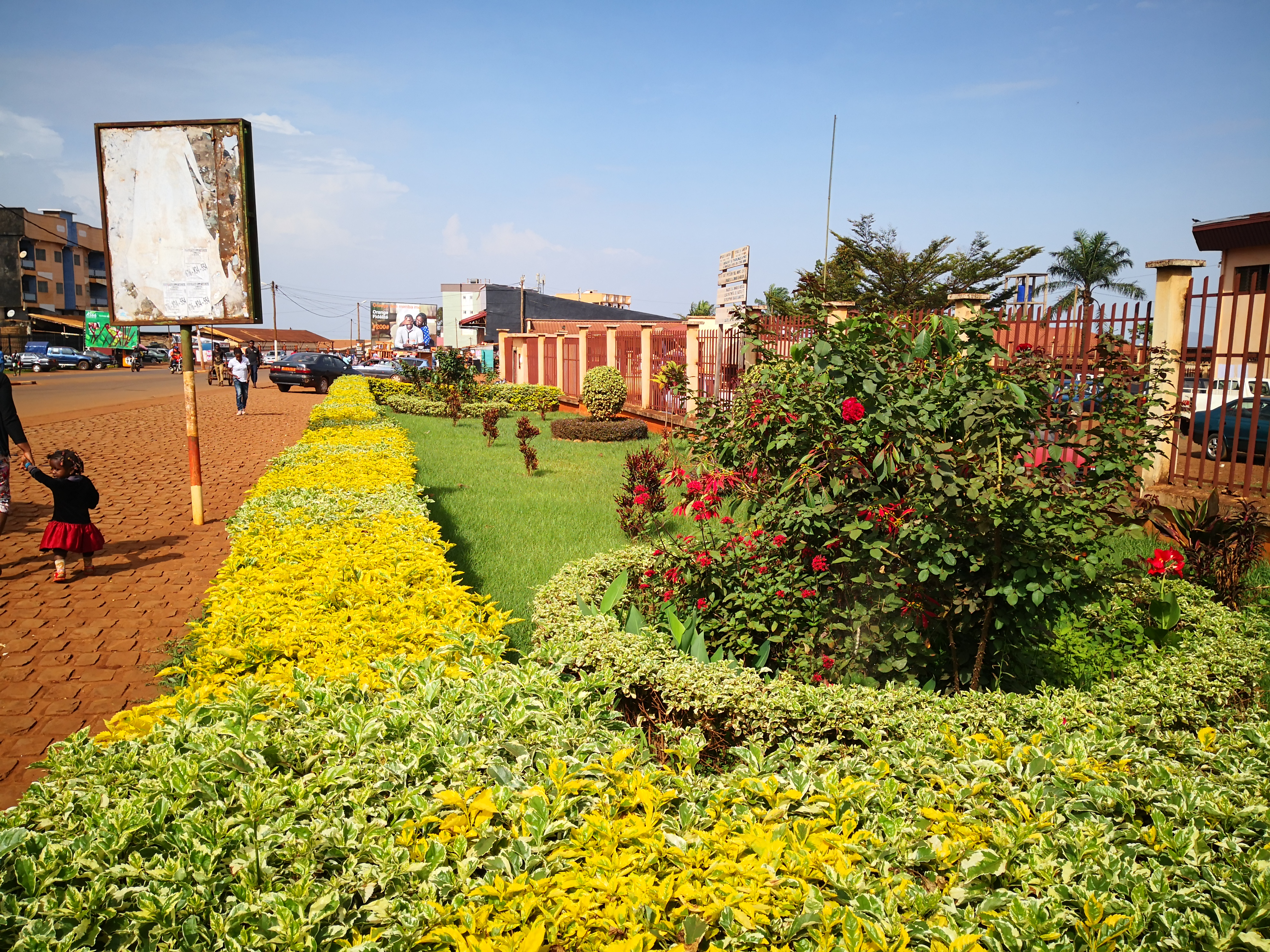

Mbouda est une commune du Cameroun, chef-lieu du département des Bamboutos dans la région de l'Ouest. Elle est située au pied des Monts Bamboutos à une vingtaine de kilomètres de Bafoussam en pays Bamiléké.

## Géographie

### Localisation
La ville de Mbouda se trouve sur la route nationale 6 à 28 km au nord-ouest du chef-lieu régional Bafoussam. La commune s'étend sur 437 km2, elle est limitrophe de huit communes :
- au Sud par la Commune de Baleng , la Commune de Bamougoum et la commune de Penka-Michel car le village Bansoa et Bafounda partagent une grande frontière commune.
- au Nord par la Commune de Santa,
- à l'Ouest par la Commune de Batcham et Babadjou
- à l'Est par la Commune de Galim.

| Babadjou     | Santa         | Galim        |
| Batcham      | Mbouda        | Kouoptamo    |
| Penka-Michel | Bafoussam III | Bafoussam II |

C'est l'une des communes de la république du Cameroun  qui partage une limite commune avec une autre du Cameroun anglophone qu'est la Commune de Santa dans la région du Nord-Ouest. 
La commune de Mbouda s'étend à l'Est entre la rivière Mifi-Nord, limite avec Galim et la rivière Mifi-Sud qui la sépare de Bafoussam II. Au sud, la  rivière Toumoungang sépare Mbouda de Batcham.

### Relief et sols
Le relief est montagneux, accidenté mais cependant composé de zones de plaines et de vallées.
Mbouda est l'un des greniers alimentaires du Cameroun du fait de ses sols fertiles d'origine volcanique. La présence de l'Imperata Cylindrica sur les sols des sommets de collines témoigne de l'infertilité de ceux-ci, ube infertilité causée par les eaux de ruissellement. Certains de ces sols sont donc en proie au lessivage et doivent être engraissées pour donner de bons rendements agricoles.

### Climat
La commune est dotée d'un climat tropical de type Aw selon la classification de Köppen, avec une température moyenne annuelle de 20,4 °C et des précipitations d'environ 1 964 mm par an, moins importantes en hiver qu'en été.

## Histoire

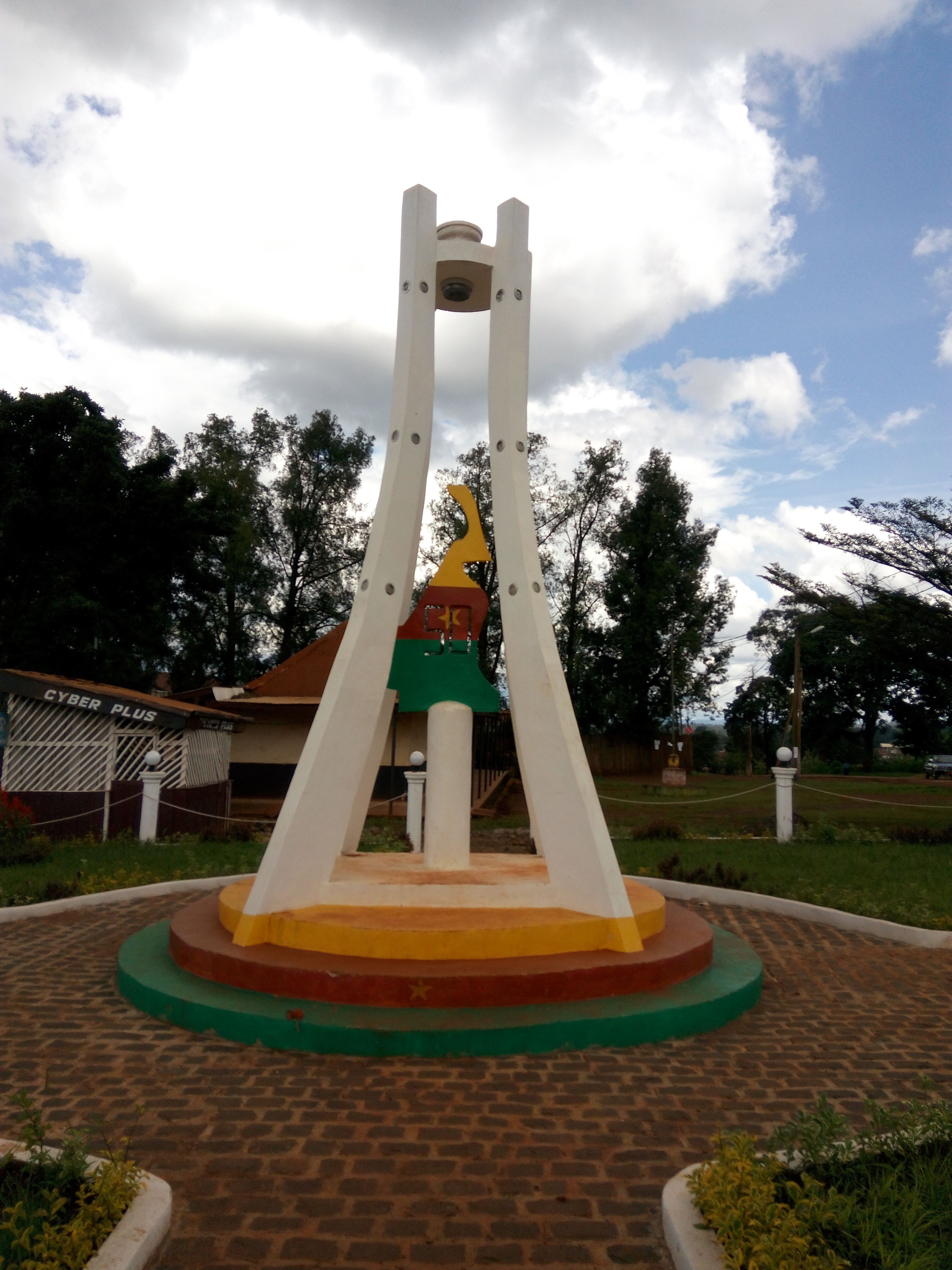
Monument du Cinquantenaire de la Fête de la Jeunesse.

Le mot Mbouda’a signifie en langue locale "Entrée des Nda’a". Pendant la période allemande (1911-1916), la localité est rattachée à la circonscription de Bamenda. Située en zone britannique en 1922, la ville est reversée au Cameroun oriental sous tutelle française le 26 juin 1945. La commune mixte rurale de Mbouda instaurée en 1954 englobe au début l'ensemble des groupements des Bamboutos. En octobre 1959, l'arrondissement de Mbouda prend position pour la rébellion de l'Armée de libération nationale du Kamerun. Un rapport militaire précise que « près de 3 000 fusils de traite et quelques fusils de chasse ont ainsi été perdus pour le gouvernement », et estime que 85 % de la population se situent du côté des rebelles.  La localité devient chef-lieu du département de Mbouda créé en 1960, ce département prend le nom des Bamboutos en 1961. La grande commune est démembrée en 1963 pour créer Batcham et Galim, puis en 1993 par la création de la commune de Babadjou.

## Administration

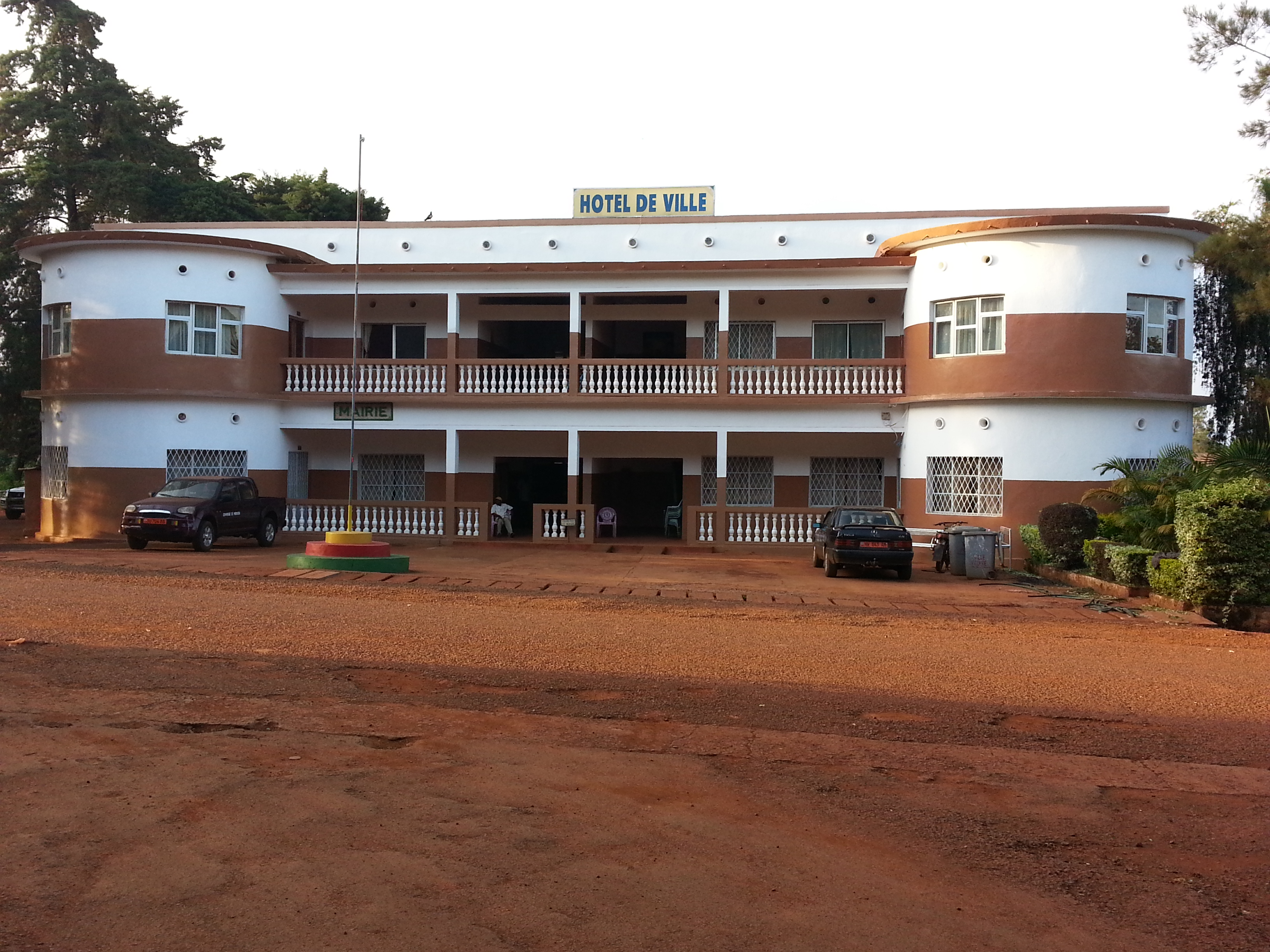
Hôtel de Ville de Mbouda

Les administrateurs puis les maires se succèdent depuis la création de la commune en 1954, le premier conseil municipal se réunit le 15 décembre 1955 sous la conduite de l'administrateur-maire, le premier maire civil est élu lors de la consultation électorale de 1961 :
| Période              | Identité                     | Parti | Qualité                  |
| -------------------- | ---------------------------- | ----- | ------------------------ |
| 1951 - 1952          | Michel Legrand               |       | Administrateur colonial  |
| 1953 - 1954          | Jacques Ferret               |       | Administrateur municipal |
| 1954 - 1955          | Michel Legrand               |       | Administrateur municipal |
| 1955 - 1956          | Lieutenant Escobet           |       |                          |
| 1956                 | Michel Legrand               |       | Administrateur municipal |
| 1956 - 1957          | Jean Sablayrolles            |       | Administrateur municipal |
| 1957 - 1958          | Samuel Kame                  |       |                          |
| 1958 - 1959          | Jean Sablayrolles            |       | Administrateur municipal |
| 1959                 | Raymond Duc                  |       |                          |
| 1959 - 1960          | Louis Robert Mello           |       |                          |
| 1960                 | Elie Laurent Youndjé         |       |                          |
| 1960 - 1961          | Josué Pehué Tenké            |       |                          |
| 1961 - 1974          | Clément Etienne Poufong      |       | 1er maire civil          |
| 1974 - 1975          | Jean Bankeu                  |       |                          |
| 1975 - 1978          | Moïse Njeuakou Moyou         |       |                          |
| 1978 - 1979          | Daniel Sobtejou              |       |                          |
| 1980 - 1982          | Jean-Claude Tzeuton          |       |                          |
| août - décembre 1982 | Jean Fotso                   |       |                          |
| 1983 - 1991          | Jean-Pierre Jipap            |       |                          |
| 1991 - 1996          | Jean Tchinda                 |       |                          |
| 1996 - 2002          | Jacob Tchio                  | SDF   |                          |
| 2002 - 2013          | Martin-Mylord Kuete          | RDPC  |                          |
| 2013 - 2020          | Michel-Roger Ngoulla Kenllac | RDPC  |                          |
| depuis 2020          | Wadji                        | RDPC  |                          |

## Chefferies traditionnelles

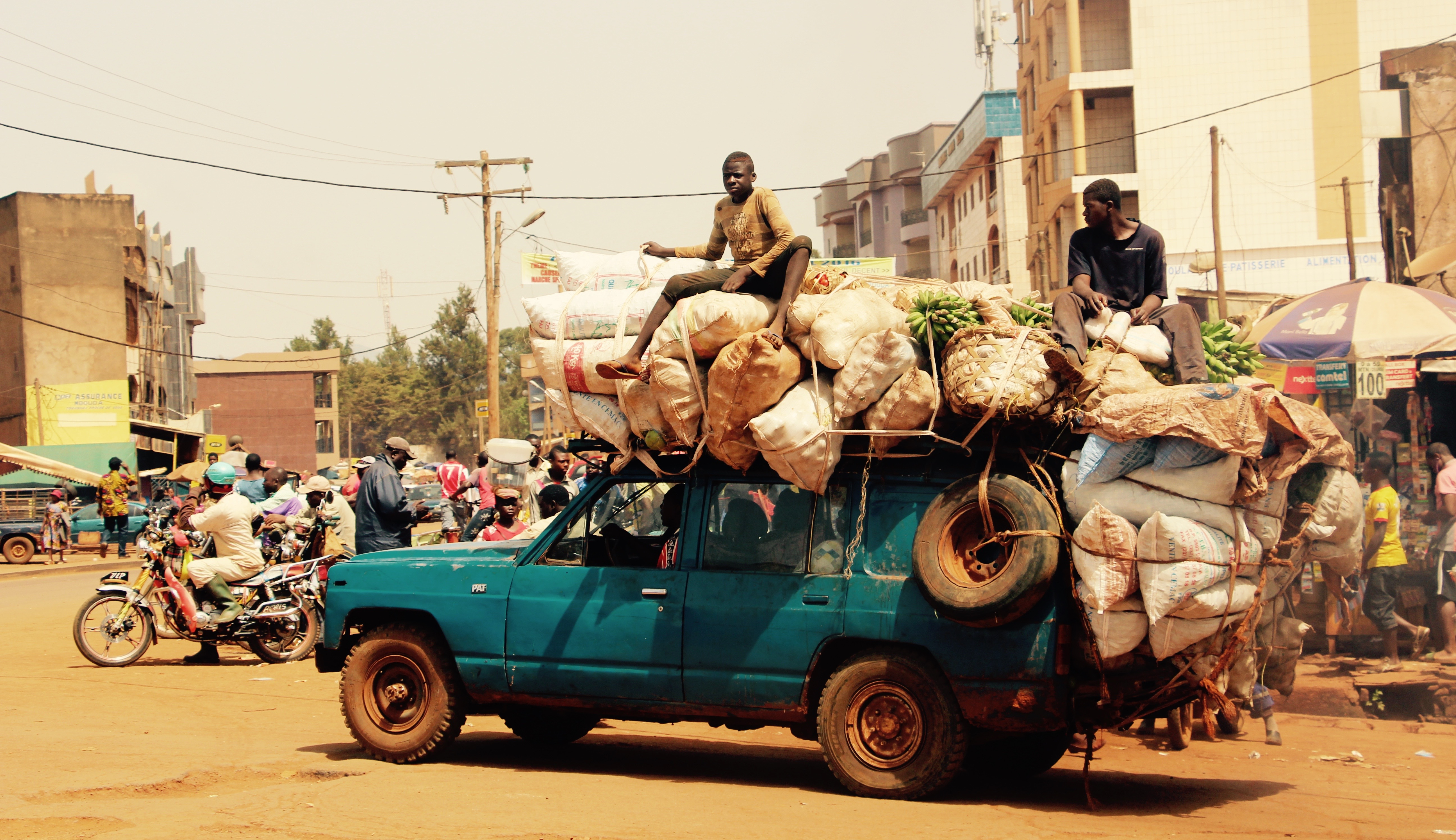
Chargement de véhicule à Mbouda

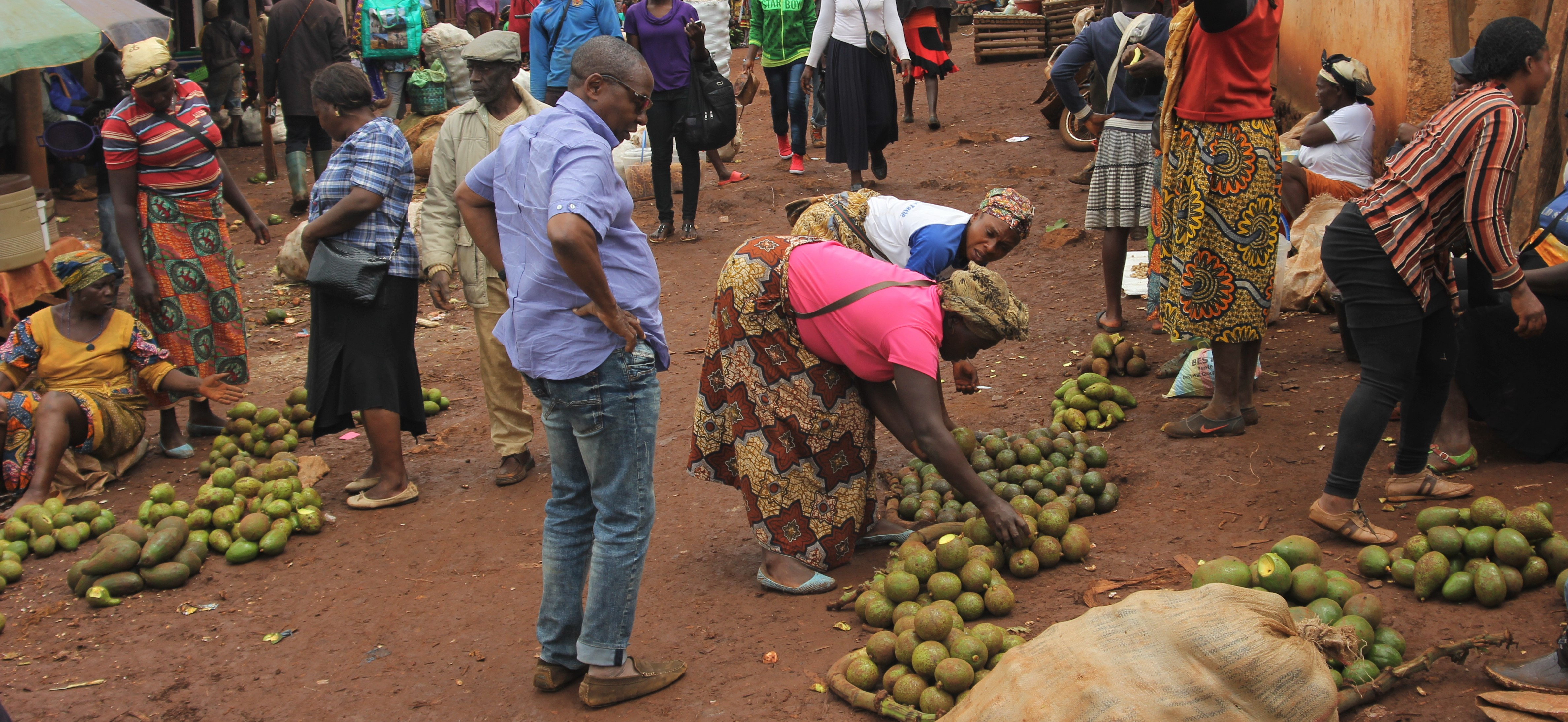
Vente d'avocats à Mbouda

L'arrondissement de Mbouda compte huit chefferies traditionnelles de 2e degré . Ce sont : 
- La Chefferie Bamessingué
- La Chefferie Balatchi
- La Chefferie Bamenkombo
- La Chefferie Babété
- La Chefferie Bamendjinda
- La Chefferie Bamendjo
- Chefferie Bafounda
- La Chefferie Bamesso

L'arrondissement compte 111 chefferies de troisième degré.

## Population

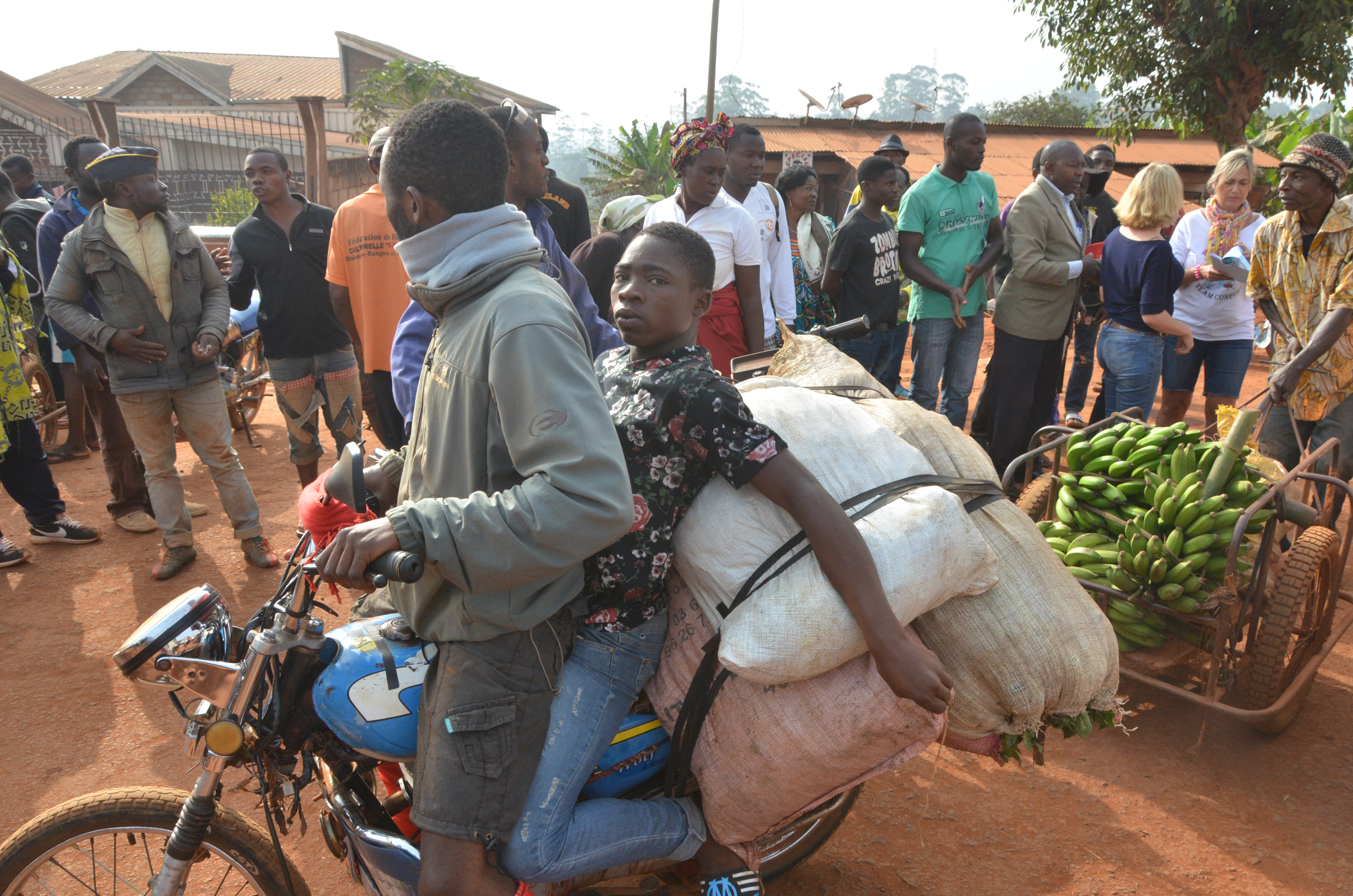
Moto-taxi à Mbouda en 2017.

Lors du recensement de 2005, la commune comptait 120 650 habitants, dont 46 071 pour Mbouda Ville. L'évolution démographique est relevée par les recensements de la population. Le plan communal de développement réalisé en 2011 estime la population communale à 140 000 habitants, dont 101 210 pour Mbouda Urbain et Bamessingué.
| 1976   | 1987   | 2005    | 2011    |
| ------ | ------ | ------- | ------- |
| 15 100 | 35 800 | 101 100 | 140 000 |

## Organisation
La commune est constituée du centre urbain de Mbouda et de huit groupements que sont Bafounda, Bamendjo, Babété, Bamenkombo , Bamendjinda, Bamesso, Bamessingue et Balatchi.

## Enseignement
L'arrondissement de Mbouda compte 11 établissements secondaires publics dont 9 lycées et 2 collèges, 8 sont francophones et trois
bilingues.
- Lycée bilingue de Mbouda
- Lycée bilingue de Mbouda-Banock
- Lycée bilingue de Bamesso
- Lycée de Mbougong
- Lycée de Mbouda Rural
- Lycée de Kontsa'a
- Lycée de Bamenkombo
- Lycée technique de Mbouda
- Lycée technique de Bamendjo
- CETIC de Bamendjida
- CETIC de Balatchi

## Cultes
Le protestantisme constitue la pratique religieuse majoritaire regroupant près de 62% des croyants, notamment fidèles de l'Église évangélique du Cameroun (EEC), la paroisse protestante de Mbouda-Temple relève de la région synodale des Bamboutos et Nord-Ouest de l'EEC. Les catholiques sont de l'ordre de 30%, la paroisse catholique Sainte Anne de Mbouda fondée en 1948 est du ressort de la doyenné de Mbouda du diocèse de Bafoussam. La population musulmane est estimée à 8%.

## Infrastructures

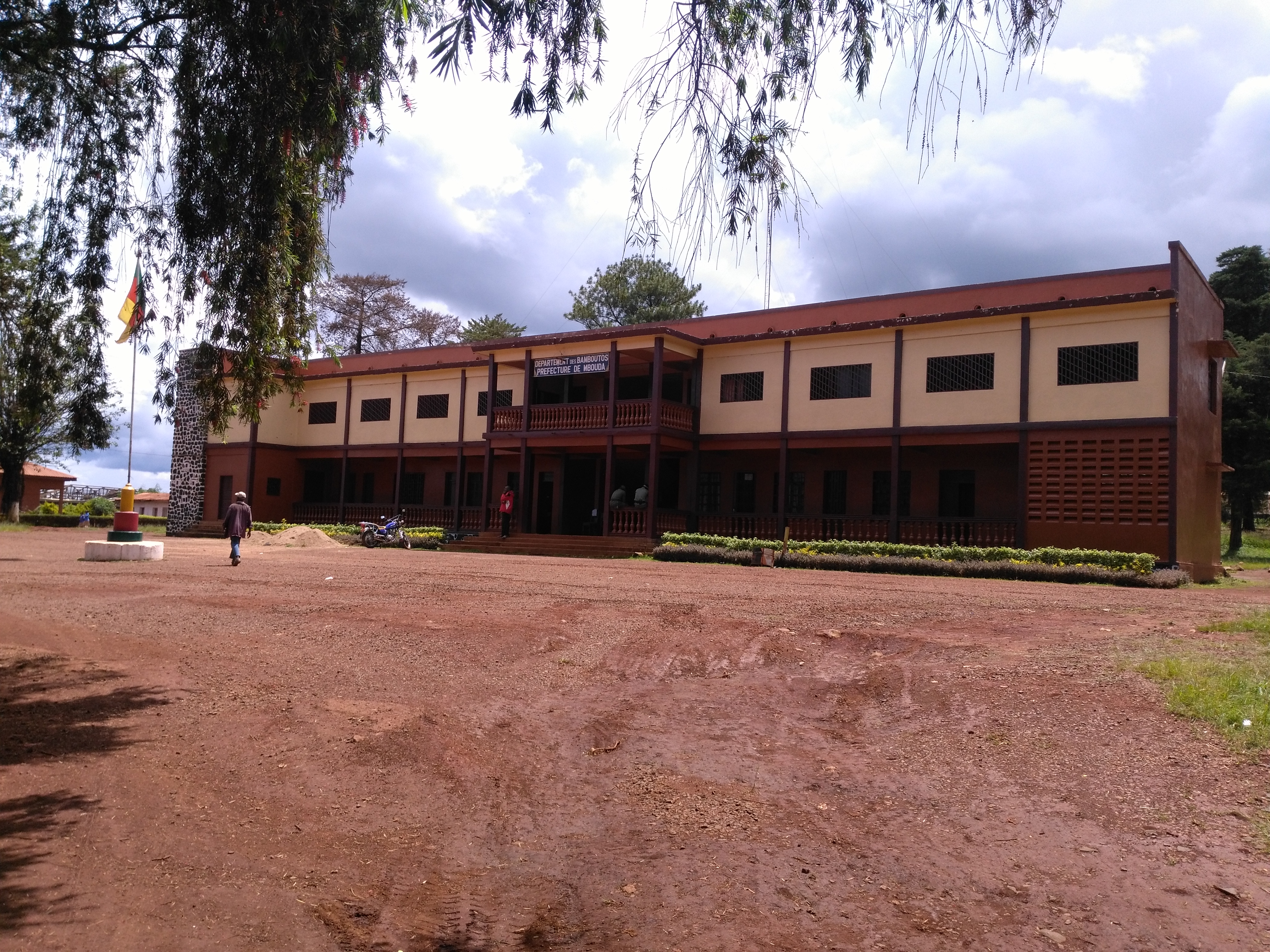
Immeuble abritant les services de la préfecture du département des Bamboutos.
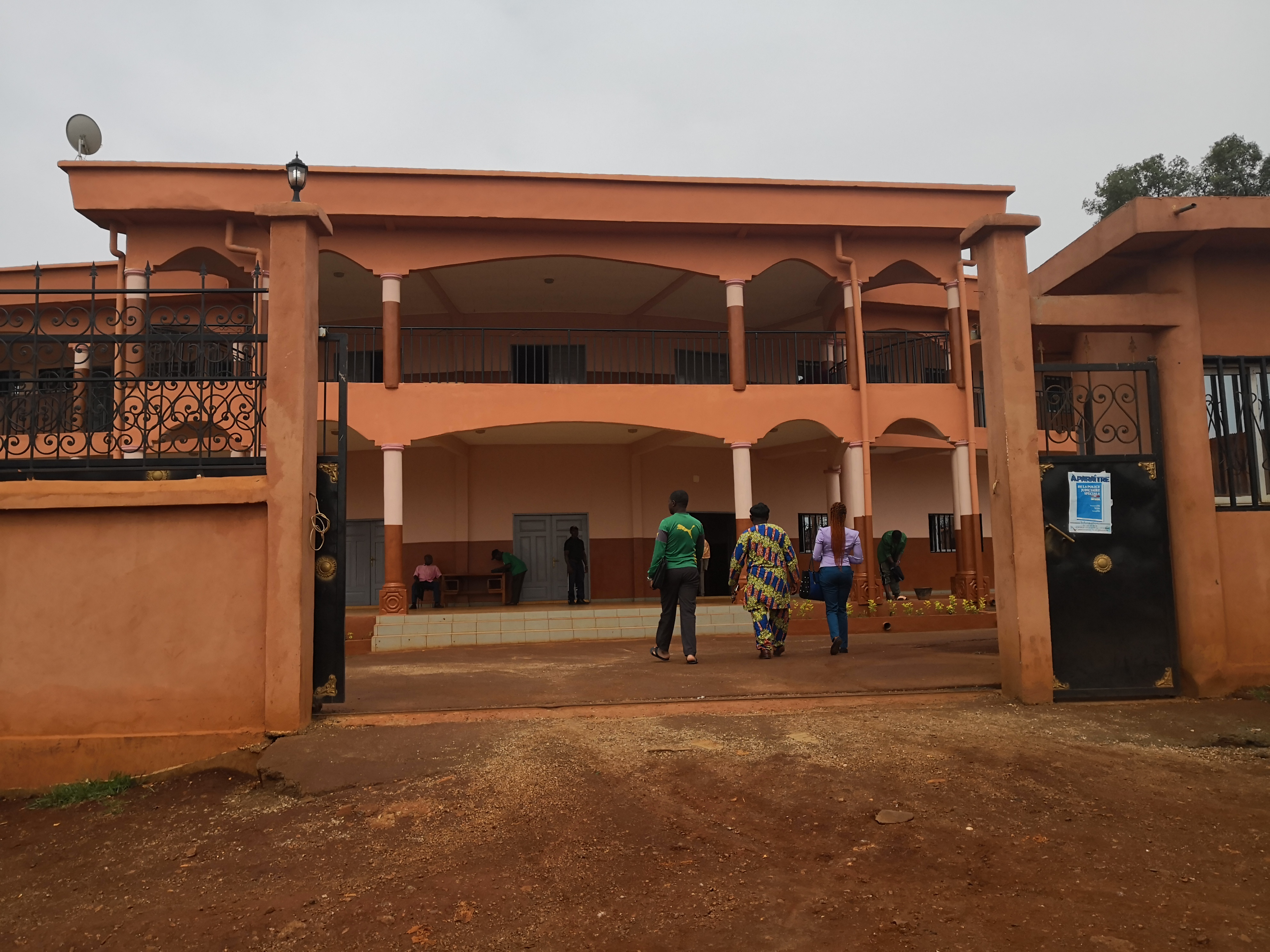
Nouveau palais de Justice.
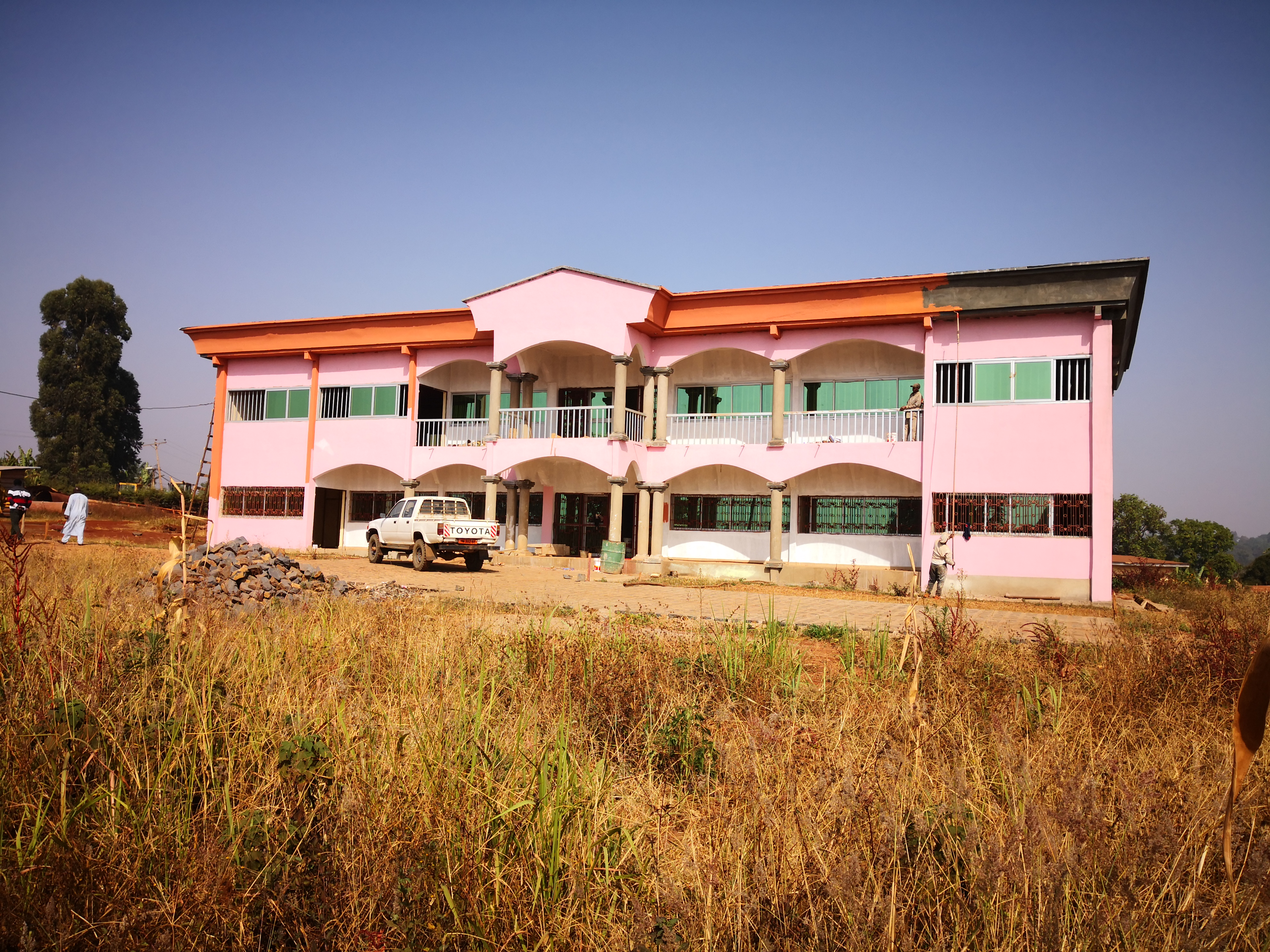
Délégation départementale des travaux publics.
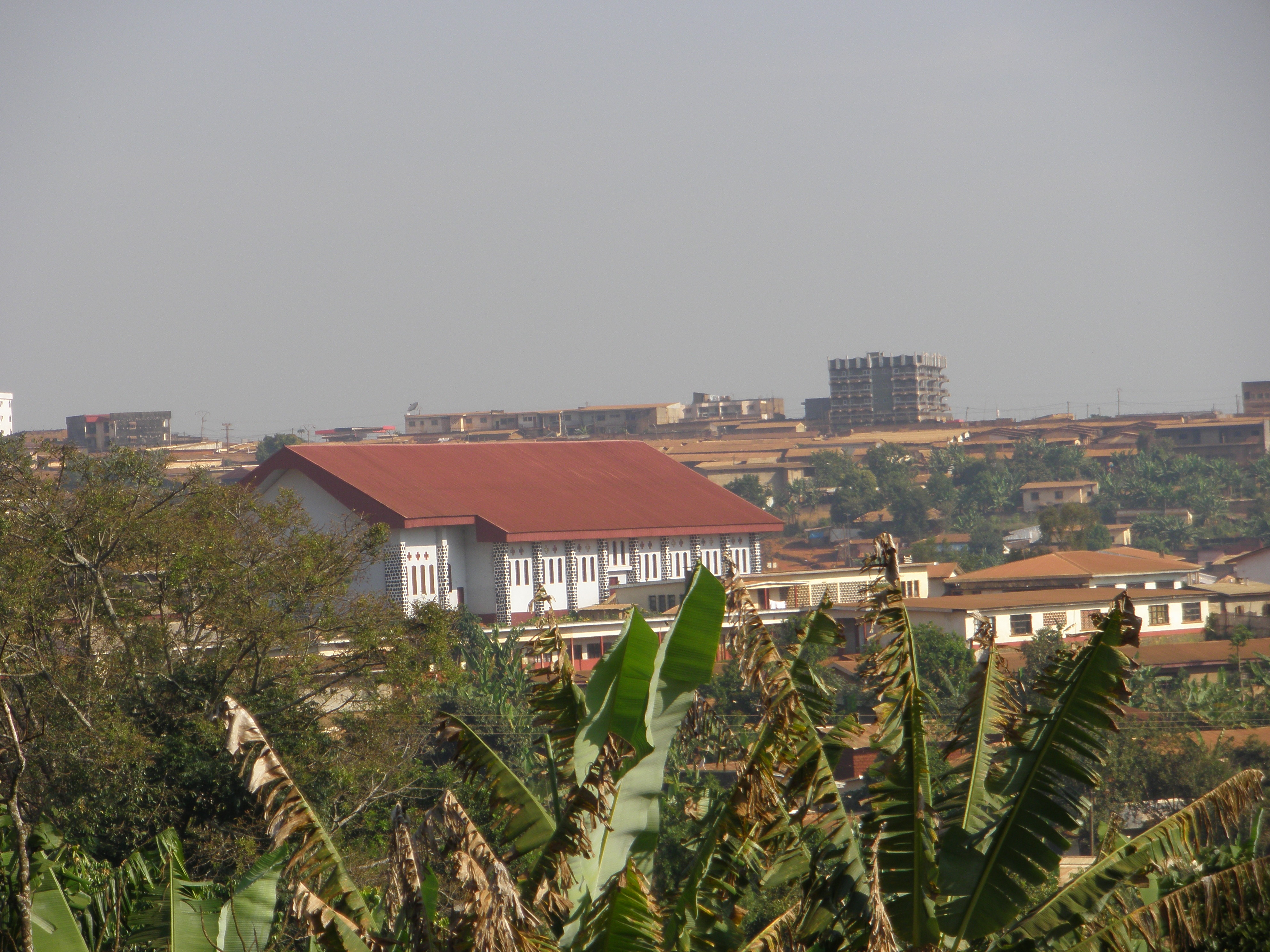
Église Sainte-Anne avec en arrière plan, le centre-ville.
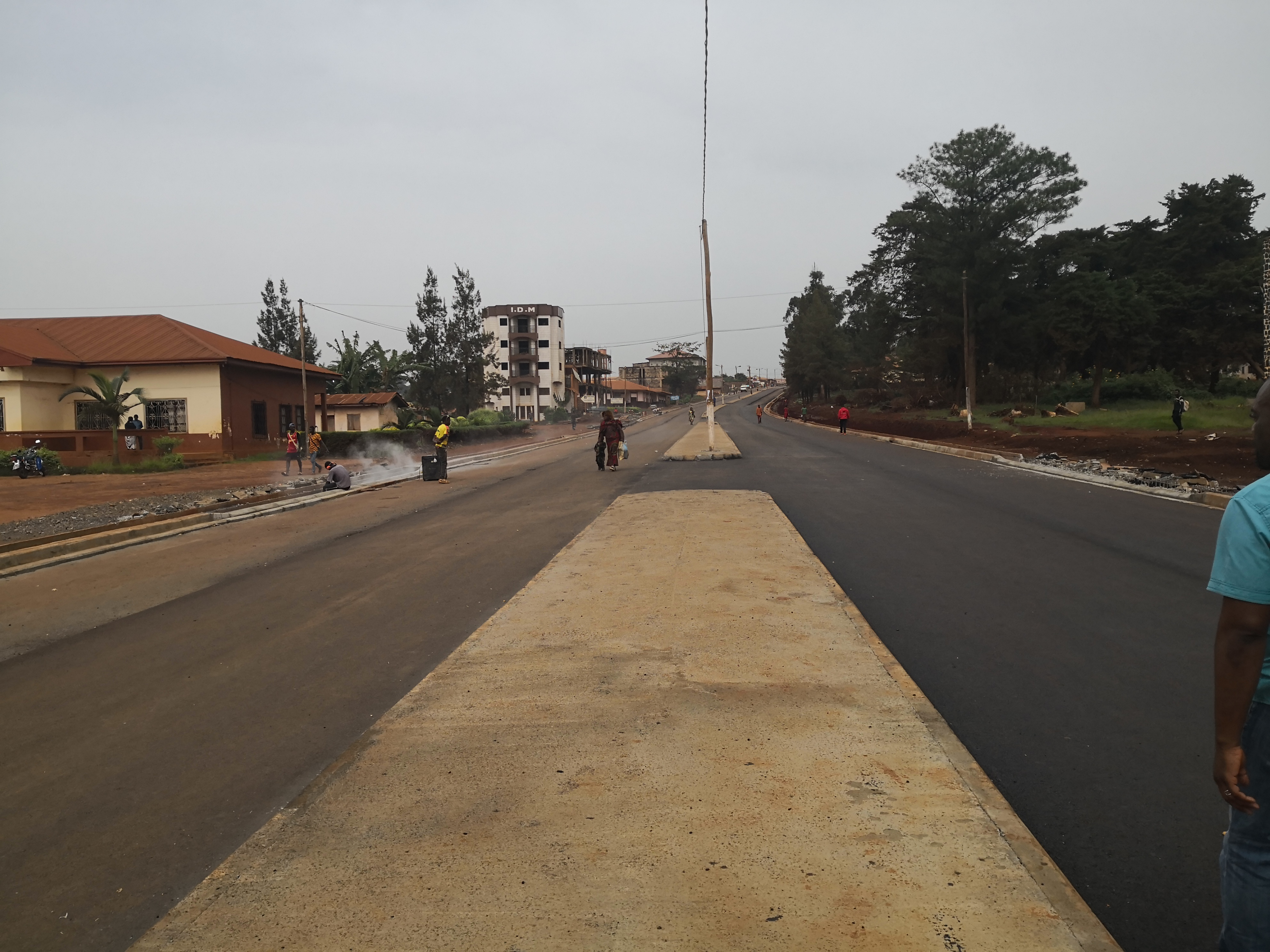
Bitumage de la place des fêtes en 2019.

## Économie
La région de Mbouda, jadis productrice de café, base son développement sur la culture de l'avocat, une usine d'extraction d'huile d'avocat est en construction en 2021.

## Sport
Mbouda est doté d'un stade municipal, rénové de 2007 à 2009, puis une seconde fois entre 2018 et 2020 pour être un stade d'entrainement de la CAN 2021. Il héberge le Bamboutos Football Club de Mbouda. 

Rénovation du stade en vue de la CAN 2022.
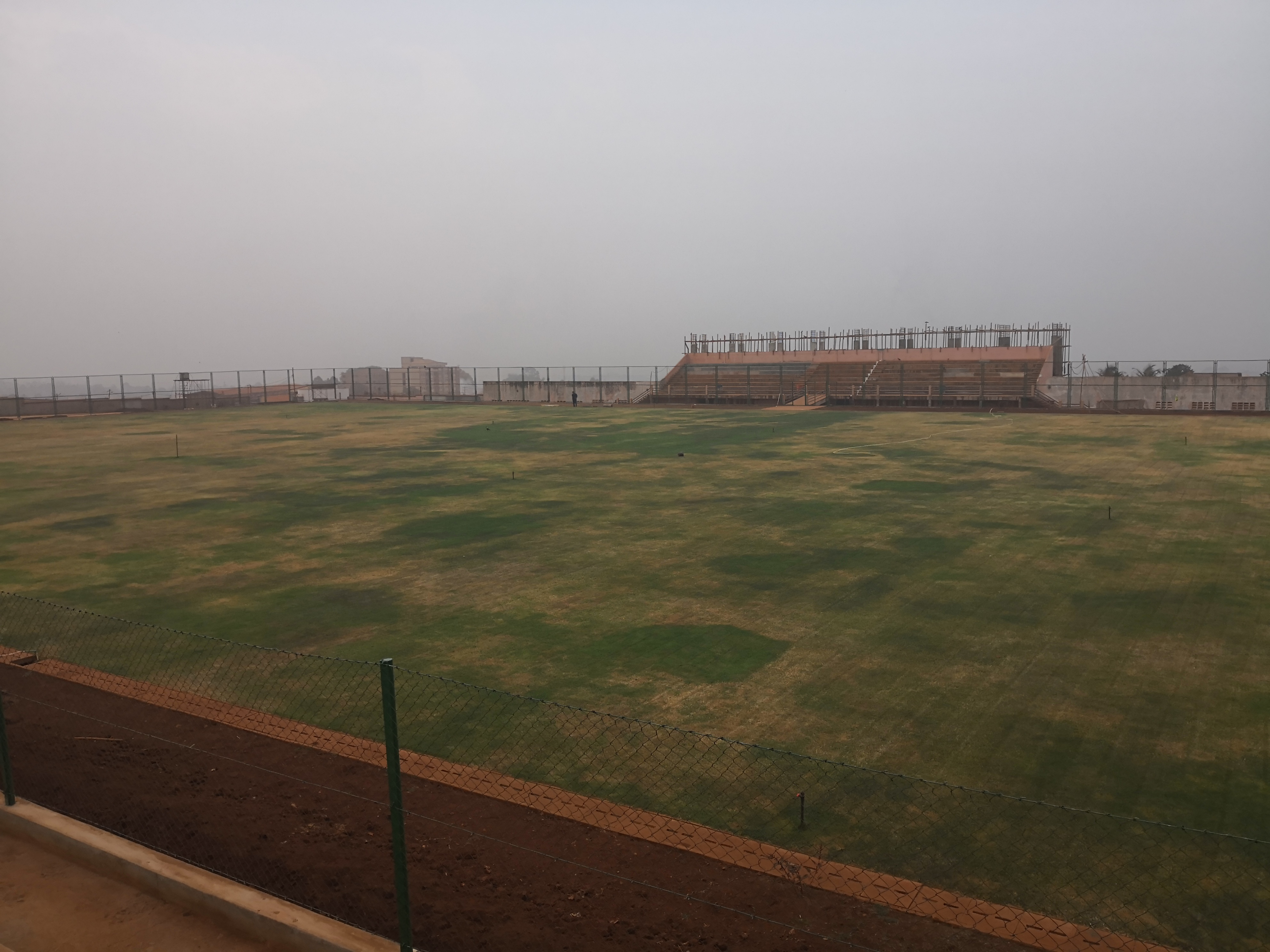
Janvier 2019.
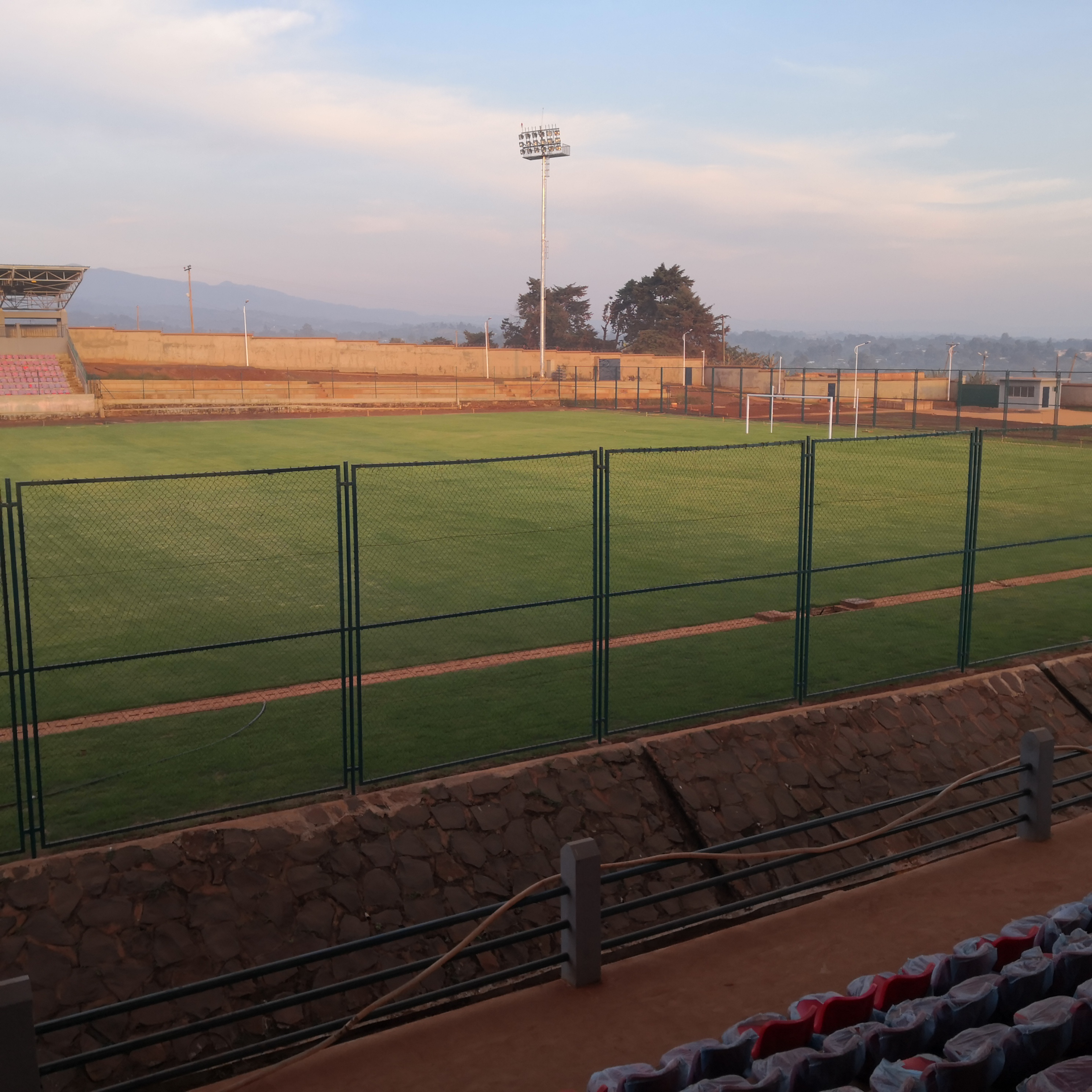
Novembre 2019.
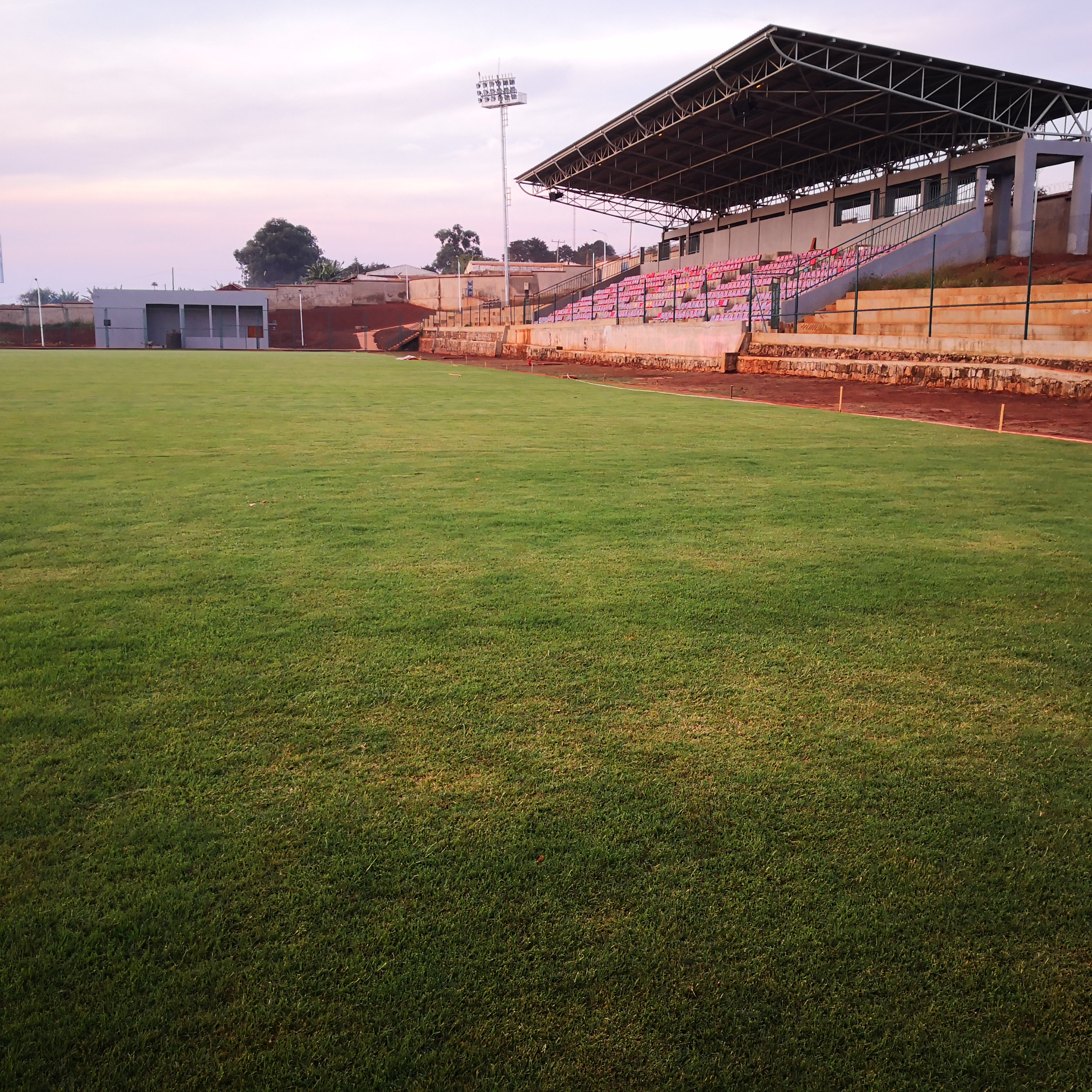
Novembre 2019.
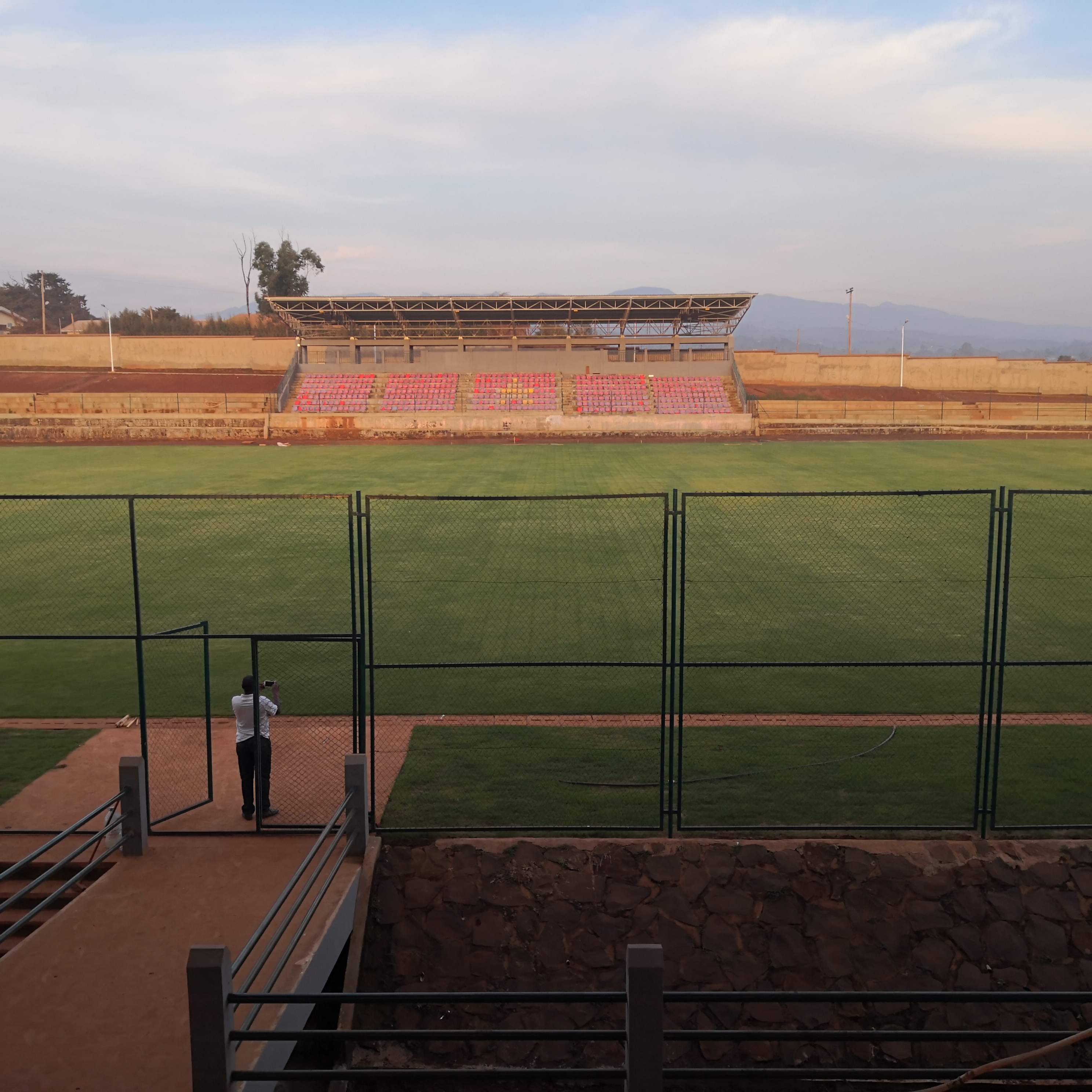

## Personnalités nées à Mbouda
- Jacques Toussele (1939), photographe, né à Bamessingué, près de Mbouda
- Dieudonné Watio (1946), évêque, né à Balatchi en 1946.

- Joseph Chila (1948), photographe
- Emmanuel Nganou Djoumessi (1957), homme politique.
- Arcangeline Fouodji (1987), haltérophile.
- Tony Sunboy pseudo de Gilbert Nguita Noumessi (1990), auteur-compositeur-interprète.
- Danielle Chegue Wabo (1993), ingénieure et entrepreneur, philanthrope, artiste et reine de beauté camerounaise.